# BirdLife International
BirdLife International – międzynarodowa organizacja pozarządowa zajmująca się ochroną ptaków oraz ich siedlisk. Jest federacją organizacji zajmujących się ochroną ptaków z różnych krajów, tzw. organizacji partnerskich. Polskim partnerem BirdLife International jest Ogólnopolskie Towarzystwo Ochrony Ptaków.
Została założona w 1922 roku pod nazwą International Council for Bird Preservation (Międzynarodowa Rada Ochrony Ptaków). Działała do czasu II wojny światowej. Odrodzenie organizacji nastąpiło w 1983, a w 1993 zmieniono jej nazwę na obecną.
BirdLife International jest oficjalną organizacją opiniującą w sprawie ptaków przy tworzeniu Czerwonej księgi gatunków zagrożonych IUCN. Partnerzy BirdLife International są ulokowani w około 120 państwach świata.